# Illusionisten (film, 2006)
Illusionisten (engelska: The Illusionist) är en amerikansk långfilm från 2006 i regi av Neil Burger, med Edward Norton, Paul Giamatti, Jessica Biel och Rufus Sewell i rollerna.

## Handling
Filmen utspelar sig under 1800-talets andra hälft i det kejserliga Österrike, där illusionisten Eisenheim (Edward Norton) drar till sig folkets uppmärksamhet. Under sina ungdomsår har han träffat den unga Sophie, hertiginna av Teschen (Jessica Biel) och mellan dessa uppstår en förälskelse som dock är förbjuden på grund av ståndsskillnaderna. 
En dag många år senare, då Eisenheim uppträder i Wien och tar upp en ung dam på scenen, visar det sig att det är Sophie. Men deras kärlek är fortfarande omöjlig då Sophie ska gifta sig med Österrikes kronprins Leopold (Rufus Sewell). I verkligheten hette kronprinsen Rudolf.

## Rollista
| Edward Norton        | – Eisenheim         |
| Paul Giamatti        | – Uhl               |
| Jessica Biel         | – Sophie            |
| Rufus Sewell         | – kronprins Leopold |
| Eddie Marsan         | – Josef Fischer     |
| Jake Wood            | – Jurka             |
| Tom Fisher           | – Willigut          |
| Aaron Taylor-Johnson | – unge Eisenheim    |
| Eleanor Tomlinson    | – unga Sophie       |
| Karl Johnson         | – doktor / ld Man   |
| Vincent Franklin     | – Loschek           |
| Nicholas Blane       | – herr Doebler      |
| Philip McGough       | – doktor Hofzinser  |
| Erich Redman         | – greve Rainer      |
| Michael Carter       | – von Thurnburg     |